# Estação Bicentenario
A Estação Bicentenario é uma das estações da Tranvía de Ayacucho, situada em Medellín, entre a Estação Pabellón del Agua EPM e a Estação Buenos Aires. Administrada pela Empresa de Transporte Masivo del Valle de Aburrá Limitada (ETMVA), faz parte da Linha T-A.
Foi inaugurada em 20 de outubro de 2015. Localiza-se no cruzamento da Carrera 37 com a Rua 49a. Atende o bairro Boston, situado na comuna de La Candelaria.